# طريق تشيو-تشان للمدرسة
طريق تشيو-تشان للمدرسة (باليابانية: ちおちゃんの通学路، بالروماجي: Chio-chan no Tsūgakuro) (بالإنجليزية: Chio's School Road)‏ هي سلسلة مانغا يابانية من تأليف ورسم تاداتاكا كاواساكي، نشرت من قبل ميديا فاكتوري في مجلة كوميك فلابر الشهرية ‏، منذ 5 أبريل عام 2014 حتى 5 سبتمبر عام 2018،  وتكونت من 9 مجلدات. أنتجت إلى مسلسل أنمي تلفزيوني من قبل استوديو ديوميديا، عرض الأنمي في 6 يوليو عام 2018 واستمر عرضه حتى 21 سبتمبر عام 2018، وتكون من 12 حلقة.

## القصة
تدور أحداث القصة عن فتاة اسمها تشيو ميامو، هي طالبة في المدرسة الثانوية، تذهب كل يوم مشيًا على الأقدام من بيتها إلى المدرسة مع صديقتها مانانا نونومورا. تتابع القصة الاشياء التي تحدث مع تشيو في طريقها إلى مدرستها والحوارت التي تدور مع صدقتها مانانا.

## الشخصيات
تشيو ميامو (باليابانية: 三谷裳 ちお، بالروماجي: Miyamo Chio)
مؤدية الصوت: ناومي أوزورا
مانانا نونومورا (باليابانية: 野々村 真奈菜، بالروماجي: Nonomura Manana)
مؤدية الصوت: تشياكي أوميغاوا
يوكي هوسوكاوا (باليابانية: 細川 雪، بالروماجي: Hosokawa Yuki)
مؤدية الصوت: كايدي هوندو
مومو شينوزوكا (باليابانية: 篠塚 桃، بالروماجي: Shinozuka Momo)
مؤدية الصوت: مينوري سوزوكي
مادوكا كوشيتوري (باليابانية: 久志取 まどか، بالروماجي: Kushitori Madoka)
مؤدية الصوت:يو تاينشي
غوتو (باليابانية: 後藤، بالروماجي: Gotō)
مؤدي الصوت: هيروكي تاكاهاشي
مايوتا أندو (باليابانية: 安藤 繭太، بالروماجي: Andō Mayuta)
مؤدي الصوت: ريكيا كوياما
تشيهارو أندو (باليابانية: 安藤 ちはる، بالروماجي: Andō Chiharu)
مؤدية الصوت: سايا أيزاوا

## وصلات خارجية
- موقع الأنمي الرسمي باللغة اليابانية
- طريق تشيو-تشان للمدرسة على موقع ANN manga (الإنجليزية)